# Басистов Анатолій Георгійович
Анатолій Георгійович Басистов (нар. 23 жовтня 1920, місто Саратов, тепер Російська Федерація — 16 вересня 1998, місто Москва) — радянський діяч, учений і конструктор в області радіотехніки і електроніки ППО СРСР, генеральний конструктор Науково-дослідного інституту радіоприладобудування, генерал-лейтенант авіації (1984). Кандидат у члени ЦК КПРС у 1986—1990 роках. Доктор технічних наук (1967), професор (1989). Член-кореспондент Академії наук СРСР (РАН) (26.12.1984), дійсний член (академік) Міжнародної академії інформатизації при ООН. Герой Соціалістичної Праці (19.09.1968).

## Життєпис
У 1938—1941 роках навчався в Московському енергетичному інституті, потім зарахований в Ленінградську військово-повітряну академію Червоної армії, яку закінчив у 1944 році. З серпня 1944 року — штурман авіаційного полку. Учасник німецько-радянської війни.
Член ВКП(б) з 1945 року.
У 1947—1950 роках — старший інженер одного з управлінь ВПС Міністерства оборони СРСР.
З 1950 року — інженер, начальник лабораторії, заступник начальника відділу, начальник відділу в конструкторському бюро (КБ-1) Міністерства оборонної промисловості, потім в КБ Міністерства радіопромисловості зі створення систем протиповітряної оборони, де брав участь в розробці багатоканальної зенітної системи С-25 для ППО Москви.
З 1968 року працював начальником науково-тематичного центру при дослідно-конструкторському бюро «Вимпел» по створенню систем протиракетної оборони (ПРО), брав участь в розробці багатоканальної зенітної ракетної системи дальньої дії С-200.
Указом Президії Верховної Ради СРСР («закритим») від 19 вересня 1968 року за розробку першої в країні зенітно-ракетної системи дальньої дії С-200 Басистову Анатолію Георгійовичу присвоєно звання Героя Соціалістичної Праці з врученням ордена Леніна і золотої медалі «Серп і Молот».
У 1979—1985 роках — головний конструктор і науково-технічний керівник, у 1985—1998 роках — генеральний конструктор Науково-дослідного інституту радіоприладобудування. З 1991 року був звільнений в запас, але продовжив роботу в науково-дослідному інституті.
Одночасно завідував кафедрою «Інформаційні системи» на факультеті радіотехніки і кібернетики (ФРТК) Московського фізико-технічного інституту. Автор праць з синтезу структур складних сигналів інформаційних систем.
Помер 16 вересня 1998 року. Похований в Москві на Троєкуровському цвинтарі.

## Звання
- генерал-лейтенант авіації (1984)

## Нагороди
- Герой Соціалістичної Праці (19.09.1968)
- орден Леніна (19.09.1968)
- орден Вітчизняної війни І ст. (11.03.1985)
- орден Трудового Червоного Прапора (20.04.1956)
- орден Червоної Зірки (30.12.1956)
- медаль «За бойові заслуги» (20.04.1953)
- медалі
- Державна премія Російської Федерації (1997)
- премія імені Расплетіна (1994)